# Miklós Lévay
Miklós Lévay (* 1954) ist ein ungarischer Rechtswissenschaftler und Kriminologe, der als Professor an der Eötvös-Loránd-Universität forscht und lehrt. 2010/11 amtierte er als Präsident der European Society of Criminology (ESC). Er ist Mitglied des ungarischen Verfassungsgerichts.

## Schriften (Auswahl)
- A büntetőpolitika alakító tényezői Magyarországon a 2010-es években, különös tekintettel a 2012. In: Menyhárd, Attila; Varga, István (szerk.) 350 éves az Eötvös Loránd Tudományegyetem Állam- és Jogtudományi Kara, ELTE Eötvös Kiadó (2018), S. 387–402.
- Mit Witold Klaus, Irena Rzeplinska und Miroslav Scheinost: Refugees and Asylum Seekers in Central European Countries, In: Helmut, Kury; Slawomir, Redo (szerk.) Refugees and Migrants in Law and Policy. Springer International Publishing (2018) S. 457–494.
- Constitutionalising Life Imprisonment without Parole. In: Dirk Van Zyl Smit; Catherine, Appleton (Hrsg.) Life Imprisonment and Human Rights, Hart Publishing (2016) S. 167–187.
- A magyar kriminológia jellemzői a reformkortól napjainkig. In: Borbíró, Andrea; Gönczöl, Katalin; Kerezsi, Klára; Lévay, Miklós (Hrsg.) Kriminológia, Wolters Kluwer Kft. (2016) S. 254–309.